# Mutandu
Mutandu är ett periodiskt vattendrag i Burundi.   Det ligger i provinsen Bururi, i den sydvästra delen av landet, 70 km sydost om huvudstaden Bujumbura.
Omgivningarna runt Mutandu är en mosaik av jordbruksmark och naturlig växtlighet. Runt Mutandu är det tätbefolkat, med 343 invånare per kvadratkilometer.